# Jordan Taylor
Jordan Michael Taylor (Bloomington, 30 settembre 1989) è un cestista statunitense, che gioca come playmaker.

## Caratteristiche tecniche
Playmaker puro, dotato di eccellente tecnica e visione del gioco abbinati ad un notevole atletismo, che ne fanno uno dei migliori nel suo ruolo nel campionato italiano. Fulmineo nel primo passo, si distingue, inoltre, sia per la capacità di produrre assist sia per la capacità di recuperare palloni, con un'ottima percentuale dal tiro da tre. Nonostante la giovane età in un solo anno riesce ad adattarsi al campionato italiano diventando presto uno dei giocatori leader della squadra capitolina, assieme al capitano Luigi Datome e a Phil Goss, nella stagione 2012-2013 conclusa con la finale scudetto persa contro la Mens Sana Siena.

## Carriera
Dopo aver terminato gli studi alla University of Wisconsin-Madison viene reclutato dagli Atlanta Hawks per la NBA Summer League di Las Vegas, che chiude con 6 punti e 3 assist di media.
La Virtus Roma decide di puntare su di lui come playmaker titolare per la stagione 2012-2013 e il 6 agosto il contratto viene ufficialmente stipulato.
Il 20 aprile 2013 viene annunciato il prolungamento annuale del contratto con la società capitolina. Il 30 giugno viene annunciata la sua partecipazione alla NBA Summer League con la maglia dei Toronto Raptors.
Il 5 febbraio 2014 la Virtus Roma annuncia di aver consensualmente risolto il contratto con Jordan Taylor, a seguito del ripresentarsi di un problema all'anca che non consente all'atleta di giocare.

## Palmarès
- British Basketball League: 1

London Lions: 2023-2024
- Coppa di Germania: 1

Alba Berlino: 2016
- Supercoppa di Romania: 1

U Cluj: 2022

### Individuale
- NCAA AP All-America Second Team (2011)